# What If… Happy Hogan Saved Christmas?
«What If... Happy Hogan Saved Christmas?» (с англ. — «Что, если… Хэппи Хоган спас бы Рождество?») — третий эпизод второго сезона американского анимационного телесериала «Что, если…?», основанного на одноимённой серии комиксов издания Marvel Comics.
В данном эпизоде исследуется, что было бы, если Джастин Хаммер захватил Башню Мстителей в Рождество. Сценарий к эпизоду написали Эшли Брэдли и Мэттью Чонси, а режиссёром выступил Брайан Эндрюс.
Джеффри Райт повествует события мультсериала в роли Наблюдателя. Джон Фавро вернулся к озвучиванию Хэппи Хогана — главного героя данного эпизода.
Разработка второго сезона началась в декабре 2019 года. Однако из-за задержек в производстве, вызванных пандемией COVID-19 во время создания первого сезона, было объявлено, что первые два сезона будут состоять из девяти эпизодов каждый.
Эпизод «Что, если… Хэппи Хоган спас бы Рождество?» был выпущен на стриминговом сервисе Disney+ 24 декабря 2023 года.

## Сюжет
В 2010 году Джастин Хаммер, будучи в тюрьме, придумывает план по освобождению и захвату башни Тони Старка.
В 2015 году в Рождественские праздники глава безопасности Хэппи Хоган, Дарси Льюис и Мария Хилл готовятся к празднику, украшая Башню Мстителей, пока сама команда не в башне. Хэппи отправляет Дарси за вишней, а Мария сообщает, что пока Д.Ж.А.Р.В.И.С. отключён на ремонт, вся охрана Башни держится на них. Тем временем освобождённый Джастин Хаммер вместе с двумя сообщниками проникают в башню с целью получить образцы крови Брюса Бэннера / Халка, которую исследовал Старк. Хаммер проникает в вестибюль и захватывает контроль над Железным легионом. После этого он проходит в лабораторию и приказывает подручным открыть двери, в то время же сам уходит в уборную Старка.
Хэппи проникает в вентиляцию и направляется в лабораторию. Мария Хилл пытается арестовать Хаммера, но её останавливают боты Железного легиона. Хэппи разрушает вентиляцию и попадает в лабораторию, где находит образец крови Халка и случайно вкалывает его себе в ногу. Он постепенно начинает трансформироваться во «Фрика» Хогана, в то время как Хаммер с помощью Легиона проникает в лабораторию, и не найдя образцы, приказывает найти Хэппи. Сам Хэппи прячется в шкафу и пытается дозвониться до Мстителей, однако все они не могут прийти на помощь. Он звонит Дарси и объявляет тревогу и что башня захвачена террористами. Дарси не понимает, о чём речь, напоминая ему о Д.Ж.А.Р.В.И.С.е, и Хэппи предлагает ей перезапустить его, после чего сам спрыгивает с верхних этажей и полноценно превращается во «Фрика» Хогана.
Дарси спускается в подвал башни и находит один из ИИ, однако её схватывают сообщники Хаммера и поднимают к нему, а сам Хаммер говорит об этом «Фрику» Хогану. Последний поднимается на верхний этаж и разрушает ботов Легиона. Сообщники Хаммера сбегают, а сам Джастин отправляется в оружейную Мстителей. «Фрик» Хоган отправляется туда, уничтожая по пути более сотни ботов Легиона. Когда он заходит в оружейную, Хаммер активирует проект «Веро́ника» и надевает костюм «Халкбастер». Дарси и Хилл пытаются активировать ИИ, однако он оказывается немецким нигилистом и отказывается помогать. «Фрик» Хоган практически уничтожает броню Хаммера, и в это время прибывают Мстители и нападают на «Фрика» Хогана, приняв его за врага. Однако Дарси встаёт между ними и указывает на Хаммера. Тони Старк деактивирует броню, и Хаммер выпадает с башни, однако его спасает «Фрик» Хоган, мотивируя это тем, что в Рождество надо помогать всем, в том числе и плохим людям.
После поимки Хаммера Старк называет Хогана своим лучшим охранником, после чего вся команда отправляется пировать в полуразрушенную башню. После этого прибывает Тор и понимает, что пропустил всю вечеринку.

## Производство

### Разработка
В декабре 2019 года президент Marvel Studios Кевин Файги сообщил, что работа над вторым сезоном «Что, если…?», содержащим 10 эпизодов была начата и основанным на одноимённой серии комиксов издания Marvel Comics. В нём исследуется, как изменились бы события фильмов медиафраншизы «Кинематографическая вселенная Marvel» (КВМ), если бы некоторые события произошли бы иначе. Эшли Брэдли и Брайан Эндрюс вернулись в качестве главного сценариста и ведущего режиссёра соответственно и являются исполнительными продюсерами вместе с Брэдом Виндербаумом, Кевином Файги, Луисом Д’Эспозито и Викторией Алонсо.

### Сценарий
Сценарий к эпизоду был написан Эшли Брэдли в сотрудничестве с Мэттью Чонси. Эпизод посвящен Рождественской тематике, главным героем которого является Хэппи Хоган, пытающийся защитить башню Старка, когда на неё нападает Джастин Хаммер во время праздничной вечеринки команды «Мстители». Эпизод был вдохновлён фильмом «Крепкий орешек» (1988) и по словам Брэдли, сначала они хотели использовать другие работы Джона Фавро, такие как «Эльф» (2003), но потом выбрали фильм «Крепкий орешек», поскольку в молодости он был её любимым фильмом. В эпизоде упоминаются некоторые из предыдущих работ Фавро, такие как «Шоу шеф-поваров» (2019–2020).

### Подбор актёров
Джеффри Райт повествует события мультсериала в роли Наблюдателя, а сама студия Marvel выразила надежду в возвращении актёров к озвучиванию своих персонажей в новом сезоне. К озвучиванию персонажей также вернулись Джон Фавро (Хэппи «Фрик» Хоган), Кэт Деннингс (Дарси Льюис), Коби Смолдерс (Мария Хилл), Сэм Рокуэлл (Джастин Хаммер), Крис Хэмсворт (Тор), Марк Руффало (Брюс Бэннер / Халк), Джереми Реннер (Клинт Бартон / Соколиный глаз), Мик Уингерт (Тони Старк / Железный человек), Лейк Белл (Наташа Романофф / Чёрная вдова), Джош Китон (Стив Роджерс / Капитан Америка). Сообщников Хаммера озвучили Иссак Робинсон-Смит (Сергей) и Мэттью Уотерсон (Расти), немецкого ИИ В.Е.Р.Н.Е.Р. озвучил Росс Маркуанд.

### Анимация
Брайан Эндрюс разработал стиль анимации «Сел-шейдинг» вместе с главой отдела визуального развития Marvel Studios Райаном Мейнердингом. Хотя сериал имеет единый художественный стиль, такие элементы, как камера и цветовая палитра, отличаются между эпизодами:4.

## Выпуск
Эпизод «Что, если… Хэппи Хоган спас бы Рождество?» был выпущен на стриминговом сервисе Disney+ 24 декабря 2023 года. Премьерный показ эпизода, наряду с первым эпизодом «What If… Nebula Joined the Nova Corps?», состоялся на площадке Walt Disney Studios в Бербанке (Калифорния) 11 декабря 2023 года, где также рассматривались вопросы по второму сезону сериала.

## Комментарии
1. ↑  Решение Джастина Хаммера захватить башню Мстителей — момент, когда события эпизода расходятся с хронологической последовательностью «Священной линии времени», образуя новое альтернативное временное ответвление.